# Schenkenberg (Uckermark)
Schenkenberg est une commune allemande de l'arrondissement d'Uckermark, Land de Brandebourg.

## Géographie
Schenkenberg se situe dans la moraine entre les vallées parallèles de l'Uecker et de la Randow. Son territoire se caractérise par de nombreux petits lacs et étangs ainsi que par une agriculture intensive et peu de zones forestières.
La commune comprend les quartiers de Ludwigsburg et Schenkenberg.
|          | Schönfeld    |                 |
| Prenzlau | Schenkenberg | Carmzow-Wallmow |
|          | Grünow       |                 |

La Bundesautobahn 20 passe sur son territoire.

## Histoire
Schenkenberg est mentionné pour la première fois en 1256 sous le nom de Schenkenberc.
La commune de Ludwigsburg, créée le 1er juillet 1961 à la suite de la fusion des communes auparavant indépendantes de Baumgarten et Kleptow, est constituée le 31 décembre 2001. En novembre 2001, le village de Blindow décide d'être dans la commune de Prenzlau.

## Démographie
| Année | Nombre d'habitants |
| ----- | ------------------ |
| 1875  | 210                |
| 1890  | 173                |
| 1910  | 280                |
| 1925  | 288                |
| 1933  | 246                |
| 1939  | 234                |
| 1946  | 324                |
| 1950  | 323                |

| Année | Nombre d'habitants |
| ----- | ------------------ |
| 1964  | 502                |
| 1971  | 478                |
| 1981  | 375                |
| 1985  | 366                |
| 1989  | 354                |
| 1990  | 333                |
| 1991  | 324                |
| 1992  | 330                |
| 1993  | 327                |
| 1994  | 323                |

| Année | Nombre d'habitants |
| ----- | ------------------ |
| 1995  | 309                |
| 1996  | 304                |
| 1997  | 470                |
| 1998  | 484                |
| 1999  | 491                |
| 2000  | 466                |
| 2001  | 732                |
| 2002  | 720                |
| 2003  | 707                |
| 2004  | 689                |

| Année | Nombre d'habitants |
| ----- | ------------------ |
| 2005  | 667                |
| 2006  | 636                |
| 2007  | 639                |
| 2008  | 634                |
| 2009  | 629                |
| 2010  | 583                |
| 2011  | 603                |
| 2012  | 603                |
| 2013  | 572                |
| 2014  | 586                |

| Année | Nombre d'habitants |
| ----- | ------------------ |
| 2015  | 600                |
| 2016  | 609                |
| 2017  | 625                |

## Source, notes et références
- (de) Cet article est partiellement ou en totalité issu de l’article de Wikipédia en allemand intitulé « Schenkenberg (Uckermark) » (voir la liste des auteurs).